# 新編武蔵風土記稿
『新編武蔵風土記稿』（しんぺんむさしふどきこう）は、文化・文政期（1804年から1829年、化政文化の時期）に編まれた武蔵国（御府内を除く）の地誌。
昌平坂学問所地理局による事業（林述斎・間宮士信ら）で編纂された。1810年（文化7年）に起稿し、1830年（文政13年）に完成した。全265巻。

## 概要
地誌取調書上を各村に提出させたうえ、実地に出向いて調査した。調査内容は、自然、歴史、農地、産品、神社、寺院、名所、旧跡、人物、旧家、習俗など、土地・地域についての全ての事柄にわたる。新編とは、古風土記に対して新しいという意味で付けられている。
洋装活字本には、次の三つがある。一つに、 内務省地理局が編纂し、まとめて1969年（昭和44年）に歴史図書出版社が発行したもの（全8冊）がある。また、大日本地誌大系刊行の一環として、雄山閣から1957年（昭和32年）に発行されたもの（全13巻）がある。その他に、 地域を東京都区部（1982年）・三多摩（1981年）・埼玉（1981年）などの地区別に分けて、千秋社から発行されたものもある。
昌平坂学問所地理局によるこの事業では『新編武蔵風土記稿』の他に、1830年（文政13年）に起稿し1842年（天保13年）に完成した『新編相模国風土記稿』（全126巻）も編纂された。